# Top Fuel Bike

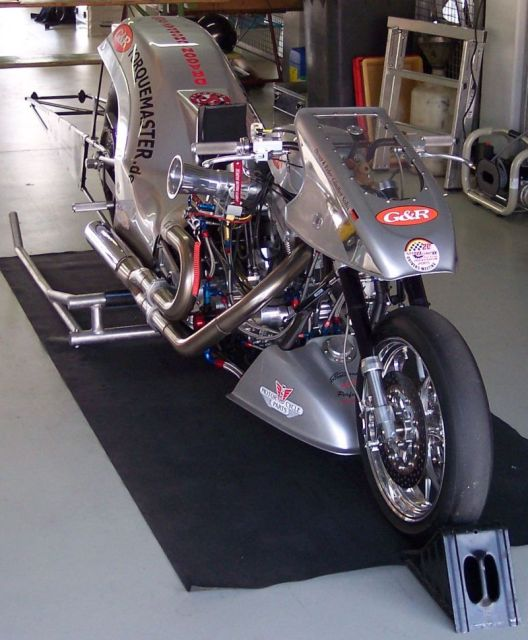
Super Twin Top Fuel Bike

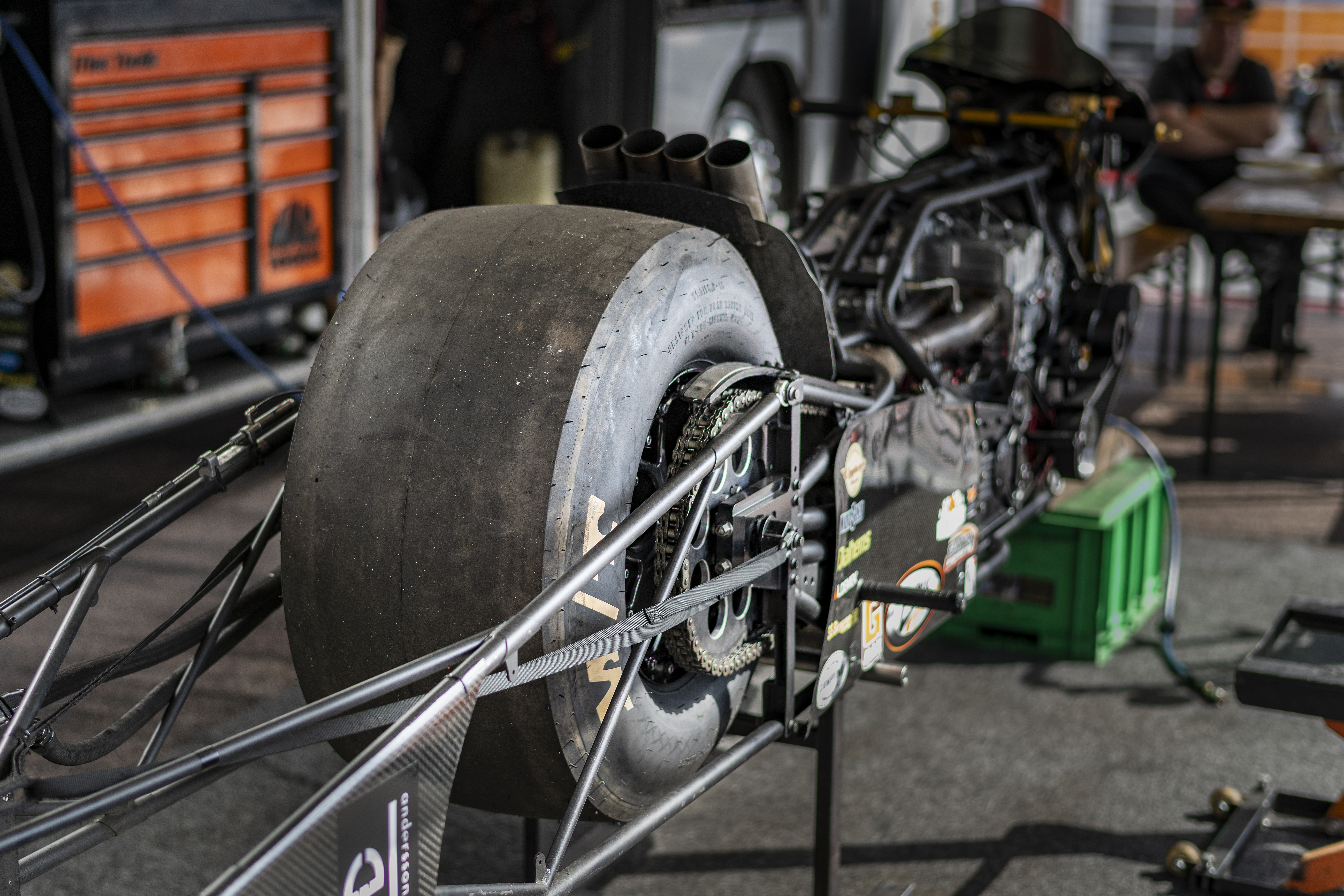
Bakhjulet på en Top Fuel Bike. Mantorp Park 2023.

Top Fuel Bike är den snabbaste motorcykelklassen inom dragracing. Konstruktionen är fri men består oftast av en kompressormatad fyrcylindrig motor som använder nitrometan som bränsle.

## Europarekorden
| Klass         | Tid eller hastighet | Person            | Märke              | Ort                       | År   |
| ------------- | ------------------- | ----------------- | ------------------ | ------------------------- | ---- |
| ET 1/8        | 3,748 sek           | Peter Svensson    | Team Starta Racing | Tierp Arena Sverige       | 2012 |
| ET 1/4        | 5,709 sek           | Peter Svensson    | Team Starta Racing | Tierp Arena Sverige       | 2012 |
| Top Speed 1/8 | 342,42 km/h         | Peter Svensson    | Team Starta Racing | Tierp Arena Sverige       | 2012 |
| Top Speed 1/4 | 419,31 km/h         | Rikard Gustafsson | Puma               | Santa Pod Raceway England | 2023 |

## Övrigt
Först av alla i världen att köra under sju sekunder var Stefan Reisten från Västerås. Han gjorde detta i Nyköping. Han var även den förste under åtta sekunder vilket han gjorde på Santa Pod Raceway i England.
Under tidigt 1990-tal dominerades klassen i Europa av Peter Svensson som satte flera Europarekord och var en av de snabbaste i världen. Han gjorde comeback 2007 på Mantorp Park och vann tävlingen direkt.
Svensson har just nu [när?] världsrekord på 5.7092 sekunder. Det tidigare världsrekord låg på 5.79 plus en ouppbackad repa på 5.74! Det tidigare rekordet hölls av Larry Mcbride.
Det europeiska motorcykelförbundet UEM har ett mästerskap för Top Fuel Bike. Under 2006 vanns detta av Rikard Gustavsson på en Funny Bike.